# Tomasz Frankowski
Tomasz Frankowski (16 d'agost de 1974) és un futbolista polonès. Va disputar 22 partits amb la selecció de Polònia.

## Estadístiques
| Selecció de Polònia | Selecció de Polònia | Selecció de Polònia |
| Anys                | Partits             | Gols                |
| ------------------- | ------------------- | ------------------- |
| 1999                | 2                   | 0                   |
| 2000                | 2                   | 1                   |
| 2001                | 0                   | 0                   |
| 2002                | 0                   | 0                   |
| 2003                | 0                   | 0                   |
| 2004                | 3                   | 2                   |
| 2005                | 10                  | 7                   |
| 2006                | 5                   | 0                   |
| Total               | 22                  | 10                  |